# 정관정요
《정관정요》(貞觀政要)는 중국 당 때에 오긍이 편찬했다고 전하는 당 태종의 언행록이다. 전10권 40편.

## 개요
제목의 「정관」은 태종의 연호, 「정요」란 '정치의 요체'라는 뜻이다. 당 태종이 신료들과 정치에 대해서 주고받은 대화를 엮은 책으로서 예로부터 제왕학(帝王學)의 교과서로 여겨져 왔다. 당 중종 때에 상정된 것과 당 현종 말기에 그것을 개편한 것이 있는데, 양자를 비교하면 제4권의 내용이 서로 다르다. 현재 전해지는 것은 원나라의 과직(戈直)이 송나라의 구양수나 사마광의 평을 교부해서 정리한 것을 명나라 때에 발간하여 증보된 「과직본」과, 당나라 때에 일본에 수입된 것으로 보이는 구본(舊本)의 두 가지가 있다.
정관 연간은 당의 전성기로 중국의 역사 중에서도 손꼽히는 시기였기에, 후대에서는 이 시기를 칭송하여 정관의 치라 불렀으며, 중국 이외에도 한국과 일본, 여진, 서하(西夏)에 전해져 각국 언어로 번역되었다. 한국의 고려와 조선에서는 과거 시험의 필수 학습 도서였으며 일본에서는 지도층의 필독서였다. 군주의 도리, 인재 등용, 간언의 중요성, 도덕의 표준, 학술과 문화, 형벌과 부역, 조세 등이 당나라 초기의 정치와 사회를 이해하는데 중요한 자료로 꼽히지만, 당 태종을 지나치게 미화했다는 비판도 있다.

## 편찬 배경
《정관정요》의 편찬은 현종 때의 학자 오긍에 의해 이루어졌다. 이 시기는 태종 사후 40~50년이 지난 뒤로, 측천무후가 퇴위하고 중종(中宗)이 복위하여, 당 왕조가 재흥한 무렵이었다. 이전부터 역사 편찬에 종사하여 태종 시대의 치적을 잘 알고 있었던 오긍은 중종의 복위를 몹시 기뻐하고, 정관지치라 불린 당 태종 시대의 모습을 올바른 정치의 표본으로 삼고 싶다는 소원을 담아, 《정관정요》를 지어 중종에게 바쳤다. 그 뒤 재상 한휴(韓休)에 의해 이 책은 높은 평가를 얻어, 후세의 표본이 되도록 오긍에게 명하여 다시 개편해 올리도록 했다. 이로써 《정관정요》가 세상에 나오게 된 것이다.
오긍이 중종에게 처음 바쳤던 것은 중종 개인을 대상으로 한 것으로, 천자가 알아야 할 「보필편」(輔弼篇)이나 「직언간쟁편」(直言諫諍篇)이 있었고, 현종에게 바친 것은 후세의 표본으로 삼기 위한 목적하에 태자나 제왕에 대한 경고를 담은 편으로 고쳐지게 되었다.

## 내용
주된 내용은, 태종과 그를 보좌한 중신(위징 · 방현령 · 두여회 · 왕규 등) 45명과의 정치 문답을 통해, 정관의 치라 불리는 태평성대를 가져온 치세의 요체를 다루고 있다. 태종이 걸출했던 것은 자신이 신하를 훈계하고 지도하는 영명한 군주였기 때문만이 아니라, 신하의 직언을 기꺼이 받아들이고 항상 최선의 군주가 되어야 한다는 점을 매일 자각하며 노력했던 점에 있다는 것이 《정관정요》의 주된 내용이다. 고대 중국에는 진나라 이래로 천자에게 충고하고 정치의 득실에 대한 의견을 말하는 간관(諫官)이라는 제도가 있었는데, 당나라 때의 간관에게는 매달 200장의 용지가 지급되어 이것을 통해 간언을 올리게 했다(당나라 이외에도 역대 왕조 모두가 이러한 간관을 설치했으나, 태종처럼 그 충고를 적극적으로 들어주었던 황제는 몹시 드물었고, 천자의 노여움을 사서 좌천되거나 살해당하는 일도 많았다고 한다).
《정관정요》에 따르면 당 태종은 신하의 충고 · 간언을 얻기 위해 먼저 자신에게 진언하기 쉬운 환경을 조성하였다. 예를 들면 태종 자신의 용모가 엄하고 딱딱하여 신하들이 겁을 먹는다는 것을 잘 알았던 태종은 진언하는 백관들이 압도되지 않도록 반드시 온화한 얼굴로 신하의 의견을 들었고(구간편) 관리들을 교대로 궁중에 숙직시키며, 늘 가까운 곳에 그 관리의 자리를 마련해 두고 정치 교화의 이해와 득실에 대해서 알고자 했다. 신하들도 이에 호응해 태종에게 잦은 간언을 올렸는데, 태종이 지나치게 음란하다며 직언하거나(납간편), 태종의 딸을 시집보내는 과정에서 그 준비가 몹시 사치스럽다는 것까지 지적하였다(위징의 간언). 태종은 줄기차게 올라오는 신하들의 진언과 충고를 매우 기뻐하고 아주 지당한 말이라 칭찬하며 즉시 수정하는 등, 여느 군주들에게서는 도저히 찾아보기 어려운 태도를 보였다. 또한 태종은 검소, 검약을 장려하며 왕공 이하에게 신분에 맞지 않는 지출을 허락하지 않아, 백성의 재산은 풍족해졌다. 공경들이 태종을 위해 피서용 궁전을 짓도록 제안해도, 태종은 비용이 너무 든다며 듣지 않았다(태종을 보좌한 위징 등 중신들도 오늘날 각 부처의 장관에 해당하는 인물들로 사리사욕을 채우려면 얼마든지 그렇게 할 수 있었음에도 불구하고, 그들의 집에 제대로 된 응접실조차 없다고까지 칭해지는 검소한 생활을 하고 있었다).
이러한 당 태종의 국가와 만민을 위해 성의를 다한 언행은 유교 정신에서 비롯된 것이었다고 한다. 중국에서는 유교 도덕에 기준을 두고 황제는 하늘의 뜻을 실행하여 인자(仁者)의 마음으로 만 백성을 어루만져 길러야 한다는 이념이 있었고, 신하에게도 그들이 섬기는 천자를 보필해 이상적인 성군으로 만드는 것을 책무로 여기는 생각이 있어, 천자의 정치에 결여되거나 모자라는 부분이 없도록 자신의 몸도 돌아보지 않고 경우에 따라서는 죽음도 각오해야 했다.
본서는 오랫동안 교양인의 필독서로서 중국에서는 당나라 당대의 헌종(憲宗), 문종(文宗), 선종(宣宗) 뿐 아니라 당 이후 송의 인종(仁宗), 요(遼)의 흥종(興宗), 금(金)의 세종(世宗), 원(元)의 쿠빌라이 칸, 명의 만력제(萬曆帝), 청(淸) 건륭제(乾隆帝) 등의 군주들이 애독하였다. 또 일본에도 헤이안 시대에 오래된 사본이 전해져, 호조 씨 · 아시카가씨 · 도쿠가와씨 집안 등 정치 중역에 있던 사람들에게 애독되었다.

## 구성
서문(序文)
- 상정관정요표(上貞観政要表), 정관정요서(貞観政要序)

권제1
- 군도(君道)제1, 정체(政體)제2

권제2
- 임현(任賢)제3, 구간(求諫)제4, 납간(納諫)제5, (직간直諫)

권제3
- 군신감계(君臣鑒戒)제6, 택관(擇官) 제7, 논봉건(論封建)제8

권제4
초진본(初進本) - 중종 때 처음 바쳤던 것이다.
- 보필(輔弼)제9, 직언간쟁(直言諫諍)제10, 흥폐(興廃)제11, 구미(求媚)제12

재진본(再進本) - 현종 때 다시 개수하여 바친 것이다.
- 논태자제왕정분(論太子諸王定分)제9, 논존사전(論尊師傅)제10, 교계태자제왕(教戒太子諸王)제11, 규간태자(規諫太子)제12

권제5
- 논인의(論仁義)제13, 논충의(論忠義)제14, 논효우(論孝友)제15, 논공평(論公平)제16, 논계신(論誠信)제17

권제6
- 논검약(論檢約)제18, 논겸양(論謙讓)제19, 논인측(論仁惻)제20, 신소호(愼所好)제21, 신언어(愼言語)제22, 두참영(杜讒佞)제23, 논회과(論悔過)제24, 논사종(論奢縦)제25, 논탐비(論貪鄙)제26

권제7
- 숭유학(崇儒學)제27, 논문사(論文史)제28, 논예학(論禮學)제29

권제8
- 무농(務農)제30, 논형법(論刑法)제31, 논사령(論赦令)제32, 논공헌(論貢獻)제33, (금말작禁末作), (변흥망弁興亡제34)

권제9
* 의정벌(議征伐)제34(35), 의안변(議安辺)제35(36)
권제10
- 논행행(論行幸)제36(37), 논전렵(論畋獵)제37(38), (재서災瑞제39), 논상서(論祥瑞)제38, 논재이(論災異)제39, 논신종(論愼終)제40

## 해외로 전래된 정관정요
한국의 기록에서 보이는 《정관정요》의 가장 오래된 출현 기사는 《고려사》 세가의 광종(光宗) 원년(950년) 봄 정월조에, 재앙을 피하기 위해 왕이 덕을 닦아야 한다는 사천대(司天臺)의 권고로 광종이 《정관정요》를 읽었다는 기록이며, 최승로(崔承老)가 성종(成宗)에게 올린 시무 28조에서 《정관정요》를 언급하고 있다. 예종(睿宗)도 청연각(淸讌閣)에서 학사들에게 베푼 잔치에서 《정관정요》의 "천하가 태평하고 집집마다 사람마다 넉넉하기만 하다면, 비록 상서로운 일이 없다 해도 가히 요순(堯舜)에 비길 수 있을 것이요, 백성이 넉넉하지 못하고 이적이 쳐들어오는데 상서로운 지초와 봉황이 있은 들 걸주(桀紂)와 다를 것이 무엇이 있겠는가(但使天下大平, 家給人足, 雖無祥瑞, 可比德於堯舜. 若百姓不足, 夷狄內侵, 縱有芝草鳳凰, 何異於桀紂)."라는 구절을 극찬하면서, 김인존이나 김연(金緣) · 박경인(朴景仁) 및 보문관(寶文閣)의 학사들에게 《정관정요》의 주해(註解)를 지어 올리게 하였다고 한다. 고려 말의 문신 박충좌(朴忠佐)는 충혜왕과 충목왕을 상대로 《정관정요》를 강의하였으며, 정당문학(政堂文學) 권중화(權仲和)가 우왕(禑王) 3년(1377년) 10월에 왕에게 《정관정요》를 강의하였다는 기록이 있다. 공양왕(恭讓王) 2년(1390년)과 3년(1391년)에도 《정관정요》를 강의하였는데, 정몽주에게 《정관정요》의 서문을 강독하게 했을 때 강독관(講讀官) 윤소종이 "중흥군주로서 요순과 삼대를 모범으로 삼아야지 당 태종은 따를 것이 못 된다"며, 《정관정요》 대신 《대학연의》(大學衍義)를 읽을 것을 권했다는 기록이 《고려사》에 전한다.
조선 시대는 고려 시대와는 달리 유교 정치의 기준에서 《정관정요》보다 《대학연의》가 더 중시되었는데, 그럼에도 여전히 경연에서 《정관정요》는 제왕학의 주요 교재로서 채택되어, 태조(太祖) 4년(1395년)에 《정관정요》를 교정해 올리게 하고, 세조(世祖)는 왕자 시절에 단종(端宗)의 명으로 《정관정요》의 주해를 맡았으며, 즉위한 뒤에 다시 집현전교리 홍응과 한계희를 시켜 《정관정요》의 주석을 명하였다. 숙종(肅宗) 원년(1675년)에 승정원(承政院)에 명하여 《정관정요》를 교서감에 내려 보내 활자로 간행할 것으로 명하였고, 《정관정요》를 경연에서 자주 읽었던 영조(英祖)는 《정관정요》의 후서(後序)를 짓는가 하면 정조(正祖)는 자신이 즉위한 병신년(1776년) 이래의 《승정원일기》와 각 관사의 《등록》(謄錄)의 기록 가운데 정치와 관련된 일들을 뽑아서 《정관정요》나 《태평요람》(太平要覽)의 예를 모방하여 정리하여 편찬할 것을 명하기도 했다.
일본에도 정관정요가 전래되었다. 일본에서는 헤이안 시대(平安時代)의 『일본국견재서목록』(日本国見在書目録)에 서목이 보이고 있어 이 시대에 이미 전래되었음을 알 수 있다. 이치조 천황(一条天皇) 때의 인물인 惟宗允亮는 『정사요략』(政事要略)에서 정관정요를 인용하였고, 비슷한 시기에 오에노 구니히라(大江匡衡)는 후지와라노 유키나리(藤原行成)로부터 이 책을 빌려 서사해 간코(寛弘) 3년(1006년)에 이치조 천황에게 진강하기도 하였다. 또한 안겐(安元) 3년(1177년)에는 후지와라노 나가노리(藤原永範)가 다카쿠라 천황(高倉天皇)에게 정관정요를 진강하였다고 한다.
가마쿠라 시대(鎌倉時代)에는 호조 마사코(北条政子)가 스가와라노 다메나가(菅原為長)에게 명해 이 책을 일본어로 번역하게 하였으며, 승려 니치렌(日蓮)도 이 책을 서사하였다.
에도 시대(江戸時代) 초기 막부의 개창자 도쿠가와 이에야스(徳川家康)가 교토에서 후지와라 세이카(藤原惺窩)를 불러 정관정요를 강의하게 하였으며, 아시카가 학교(足利学校)의 閑室元佶에게 명하여 활자판으로 정관정요를 발행하게 해 이 책을 보급하는데 힘썼다.
메이지 천황(明治天皇)도 자신의 시강(侍講) 元田永孚으로부터 정관정요를 진강받아 깊이 관심을 보였다고 전해진다.
일본의 연호였던 고초(弘長) ・ 호레키(宝暦)도 정관정요에서 따온 것으로 알려져 있다.

## 같이 보기
- 제왕학